# 柴灣 (選區)
柴灣（英語：Chai Wan，代號C3）是香港東區區議會下轄的選區，2023年設立，定為雙議席選區。

## 範圍
現時選區包括柴灣及小西灣，西至柴灣坳，與其接壤的選區有康灣以及南區區議會的南區東南選區。
投票站設有十四個，分別位於嶺南中學、伊斯蘭脫維善紀念中學、漢華中學、小西灣社區會堂、嶺南衡怡紀念中學、救世軍中原慈善基金學校、文理書院（香港）、興民邨粵南信義會腓力堂興民幼兒學園、興華邨路德會聖雅各幼稚園、天主教明德學校、青年廣場、柴灣體育館、中華基督教青年會柴灣會所、衞理中學。

## 沿革
2023年香港選舉改革將區議會所有單議席選區取消，東區定為三個雙議席選區，共選出六席民選議員。柴灣選區由原有單議席的杏花邨、翠灣、欣藍、小西灣、景怡、環翠、翡翠、興民、樂康、翠德、漁灣、佳曉選區合併而成。
2023年區議會選舉，估算人口有168,675人，選民有115,005人，吸引到三人參選。

## 歷屆議員
| 選區名稱 | 屆別           | 議員   | 政治聯繫 | 政治聯繫 | 議員   | 政治聯繫 | 政治聯繫 |
| -------- | -------------- | ------ | -------- | -------- | ------ | -------- | -------- |
| 柴灣     | 2024年－2027年 | 植潔鈴 |          | 民建聯   | 何毅淦 |          | 工聯會   |

## 歷屆選舉結果
| 政党   | 政党   | 候选人    | 票数   | %      | ± |
| ------ | ------ | --------- | ------ | ------ | - |
|        | 民建聯 | ①. 植潔鈴 | 14,018 | 43.40% |   |
|        | 新民黨 | ②. 周卓然 | 5,509  | 17.06% |   |
|        | 工聯會 | ③. 何毅淦 | 12,771 | 39.54% |   |
| 多数票 | 多数票 | 多数票    | 7,262  | 22.48% |   |

## 資料來源
1. ↑   (PDF).   [2023年8月23日]. （原始内容 (PDF)存档于2023年10月20日） （繁体中文）.
2. ↑   (PDF).   [2023年11月17日].
3. ↑   (PDF). 選舉管理委員會. 2023-07-11  [2023-08-23]. （原始内容存档 (PDF)于2023-10-14）.
4. ↑   (PDF).   [2023-11-17]. （原始内容存档 (PDF)于2023-11-16）.
5. ↑   (PDF).   [2023-08-23]. （原始内容存档 (PDF)于2023-10-20）.
6. ↑   (PDF).   [2023-11-17].